# Stilianós Mavromichális
Stilianós Mavromichális (em grego: Στυλιανός Μαυρομιχάλης; 1902 — 1981) foi um político da Grécia. Ocupou o cargo de primeiro-ministro da Grécia entre 29 de Setembro de 1963 a 8 de Novembro de 1963.